# Lee Camp
Pour les articles homonymes, voir Camp.
Lee Michael John Camp, né le 22 août 1984 à Derby (Angleterre), est un footballeur international nord-irlandais qui évolue au poste de gardien de but à Swindon Town.

## Carrière en club
Le 20 octobre 2008, Camp signe au club de Nottingham Forest.
Le 2 septembre 2013 il rejoint West Bromwich Albion.
Le 4 janvier 2014 il rejoint Bournemouth
Le 1er septembre 2015 il rejoint Rotherham United.
Le 16 juin 2017, il rejoint Cardiff City mais il ne joue aucun match lors de la saison 2017-2018. Prêté pour six mois à Sunderland en janvier 2018, il prend part à douze matchs avec les Black Cats avant de réintégrer l'effectif de Cardiff. En fin de contrat avec le club gallois, il est libéré en juin 2018.
Le 8 août 2018, Camp s'engage pour deux ans avec Birmingham City.
Le 12 mars 2021, il rejoint Swindon Town.

## Carrière en sélection
Lee Camp compte cinq sélections avec l'équipe d'Angleterre espoirs, dont un match joué le 24 mars 2007 dans le tout nouveau stade de Wembley. À cette occasion, Camp est le gardien qui aura concédé le premier but dans cette nouvelle enceinte et ce, après seulement 25 secondes de jeu. Pourtant, il considère cette rencontre « de très loin comme le sommet de sa carrière. » 
Ayant un grand-père né à Newtownards, en Irlande du Nord, Lee Camp est considéré comme sélectionnable en équipe d'Irlande du Nord. N'étant pas appelé par le sélectionneur anglais, il suscite l'intérêt de Nigel Worthington, le sélectionneur nord-irlandais, qui sollicite l'Association nord-irlandaise de football en vue d'obtenir l'éligibilité du joueur. Le 16 février 2011, la FIFA confirme que Camp est bien sélectionnable en équipe d'Irlande du Nord et celui-ci reçoit sa première convocation le 14 mars suivant et joue son premier match sous ses nouvelles couleurs le 25 mars contre la Serbie.

## Palmarès

### Distinction personnelle
- Membre de l'équipe-type de D2 anglaise en 2010.